# Kondalilla National Park
Kondalilla National Park är en park i Australien. Den ligger i delstaten Queensland, omkring 90 kilometer norr om delstatshuvudstaden Brisbane. Arean är 15,9 kvadratkilometer.
Närmaste större samhälle är Nambour, omkring 13 kilometer nordost om Kondalilla National Park.
I omgivningarna runt Kondalilla National Park växer i huvudsak städsegrön lövskog. Runt Kondalilla National Park är det glesbefolkat, med 14 invånare per kvadratkilometer. Genomsnittlig årsnederbörd är 1 446 millimeter. Den regnigaste månaden är januari, med i genomsnitt 281 mm nederbörd, och den torraste är september, med 33 mm nederbörd.